# Мікродані (HTML)
Мікродані — це специфікація HTML WHATWG, яка використовується для вкладення метаданих у наявний вміст на веб-сторінках. Пошукові системи, веб-сканери та браузери можуть витягувати й обробляти мікродані з веб-сторінки та використовувати їх, щоб надати користувачам більш широкий досвід перегляду. Пошукові системи дуже виграють від прямого доступу до цих структурованих даних, оскільки це дозволяє їм розуміти інформацію на веб-сторінках і надавати користувачам більш релевантні результати.  Microdata використовує допоміжний словник для опису пар елемента та імені-значення, щоб призначити значення його властивостям.  Мікродані – це спроба надати простіший спосіб анотування елементів HTML машиночитаними тегами, ніж аналогічні підходи використання RDFa та мікроформатів.
У 2013 році, оскільки робоча група W3C HTML не знайшла редактора специфікації Microdata HTML, її розробка була завершена «Примітка». Однак з того часу було обрано двох нових редакторів і опубліковано п’ять новіших версій робочого проекту,     останньою є робочий проект W3C від 26 квітня 2018 року.

## Словники
Словники мікроданих не надають семантику або значення елемента. Веб-розробники можуть створити власний словник або використовувати словники, доступні в Інтернеті. Набір загальновживаних словників розмітки надається схемами Schema.org, які включають: Person, "Place",  Event, Organization, Product, Review, Review-aggregate, Breadcrumb, Offer, Offer-aggregate. Веб-сайт schema.org був створений такими операторами пошукових систем, як Google, Microsoft, Yahoo!, і Яндекс, які використовують розмітку мікроданих для покращення результатів пошуку. :85
Для деяких цілей достатньо спеціального словникового запасу. Для інших необхідно створити словниковий запас. Якщо можливо, авторам рекомендується повторно використовувати наявні словники, оскільки це полегшує повторне використання вмісту.

## Локалізація
У деяких випадках пошукові системи, що охоплюють певні регіони, можуть надавати локальні розширення мікроданих. Наприклад, Яндекс, головна пошукова система в Росії, підтримує такі мікроформати, як hCard (контактна інформація компанії), hRecipe (рецепт їжі), hReview (огляди ринку) і hProduct (дані про товари) і надає власний формат визначення термінів. та енциклопедичні статті. Це розширення було зроблено для вирішення проблем транслітерації між кирилицею та латиницею. Після впровадження додаткових параметрів зі словника Schema  індексація інформації на російськомовних веб-сторінках стала більш успішною.

## Глобальні атрибути
- itemscope – створює елемент і вказує, що нащадки цього елемента містять інформацію про нього.[1]
- itemtype – дійсна URL-адреса словника, що описує елемент і контекст його властивостей.
- itemid – вказує унікальний ідентифікатор елемента.
- itemprop – вказує, що його тег містить значення вказаної властивості елемента. Назва властивості та контекст значення описуються словником елемента. Значення властивостей зазвичай складаються з рядкових значень, але також можна використовувати URL -адреси, що використовують елемент a та його href, елемент img та його атрибут src або інші елементи, які посилаються на зовнішні ресурси або вбудовують їх.[1]
- itemref – властивості, які не є нащадками елемента з атрибутом itemscope, можуть бути пов’язані з елементом за допомогою цього атрибута. Надає список ідентифікаторів елементів (а не itemid) з додатковими властивостями в іншому місці документа.
- datetime – вказує дату або тривалість, як визначено стандартом ISO 8601.

## Приклад
Таку розмітку HTML5 можна знайти на типовій сторінці «Про мене», яка містить інформацію про особу:
```
<
section
>
 Hello, my name is John Doe, I am a graduate research assistant at
the University of Dreams.
My friends call me Johnny. 
You can visit my homepage at 
<
a
 
href
=
"http://www.JohnnyD.com"
>
www.JohnnyD.com
</
a
>
.
I live at 1234 Peach Drive, Warner Robins, Georgia.
</
section
>

```

Ось така сама розмітка з доданими мікроданими Schema.org:
```
<
section
 
itemscope
 
itemtype
=
"http://schema.org/Person"
>
 
	Hello, my name is 
	
<
span
 
itemprop
=
"name"
>
John Doe
</
span
>
, 
	I am a 
	
<
span
 
itemprop
=
"jobTitle"
>
graduate research assistant
</
span
>
 
	at the 
	
<
span
 
itemprop
=
"affiliation"
>
University of Dreams
</
span
>
. 
	My friends call me 
	
<
span
 
itemprop
=
"additionalName"
>
Johnny
</
span
>
. 
	You can visit my homepage at 
	
<
a
 
href
=
"http://www.JohnnyD.com"
 
itemprop
=
"url"
>
www.JohnnyD.com
</
a
>
. 
	
<
section
 
itemprop
=
"address"
 
itemscope
 
itemtype
=
"http://schema.org/PostalAddress"
>

		I live at 
		
<
span
 
itemprop
=
"streetAddress"
>
1234 Peach Drive
</
span
>
,
		
<
span
 
itemprop
=
"addressLocality"
>
Warner Robins
</
span
>
,
		
<
span
 
itemprop
=
"addressRegion"
>
Georgia
</
span
>
.
	
</
section
>

</
section
>

```

Як показує наведений вище приклад, елементи мікроданих можуть бути вкладеними. У цьому випадку елемент типу http://schema.org/PostalAddress вкладений всередині елемента типу http://schema.org/Person.
У наведеному нижче тексті показано, як Google аналізує мікродані з наведеного вище прикладу коду. Розробники можуть тестувати сторінки, що містять мікродані, за допомогою інструмента тестування Rich Snippet Testing від Google.
```
Пункт
  Тип: 
http://schema.org/Person

  name = John Doe
  jobTitle = graduate research assistant
  affiliation = University of Dreams
  additionalName = Johnny
  url = 
http://www.johnnyd.com/

  адреса = елемент(1)
Пункт 1
  Тип: 
http://schema.org/PostalAddress

  streetAddress = 1234 Peach Drive
  addressLocality = Warner Robins
  addressRegion = Georgia
```

Ті самі машиночитані терміни можна використовувати не тільки в мікроданих HTML, а й в інших анотаціях, таких як RDFa або JSON-LD в розмітці, або у зовнішньому RDF-файлі в серіалізації, наприклад RDF/XML, Notation3 або Turtle.

## Підтримка
- Сервери: Google може[18]  використовувати мікродані на своїх сторінках результатів.[17]  Це був бажаний формат фрагмента для соціальної мережі Google+. [19]
- Браузери: Станом на липень 2021 , жоден основний браузер не підтримує Microdata DOM API. [20] Opera підтримувала його з версії 11.60 (випущена в 2011 році), але з тих пір прибрала його реалізацію. [21] Firefox видалив його у версії 49. [22]